# فخرالدین صابری
فخرالدین صابری (زادهٔ ۱۳۴۰ در نوشهر و با اصالتی طالقانی) نمایندهٔ حوزه انتخابیه تنکابن و رامسر در دورهٔ ششم مجلس شورای اسلامی بوده‌است.